# بخش پری (شهرستان فرانکلین، اوهایو)
بخش پری (به انگلیسی: Perry Township) یک منطقهٔ مسکونی در ایالات متحده آمریکا است که در شهرستان فرانکلین، اوهایو واقع شده‌است.
 بخش پری  ۳٬۶۳۷ نفر جمعیت دارد و ۲۷۳ متر بالاتر از سطح دریا واقع شده‌است.